# Brooks Brothers

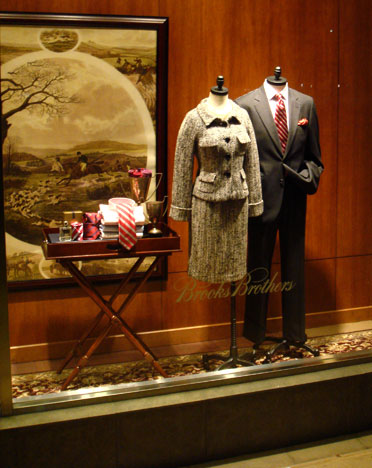
Вітрина магазину Brooks Brothers

Brooks Brothers (Брукс бразерс) — найстаріший американський виробник чоловічого одягу та взуття з 1818 року. Головний офіс на Медісон авеню на Мангеттені. 
На 2015 рік одягом Brooks Brothers торгує 210 магазинів у США й 70 — в інших країнах світу. Головні магазини на Мангеттені, у Сан-Франциско, Чикаго, Бостоні та Беверлі-Хіллз.
Приватний бізнес, що належить італійському мільярдеру Клаудіо дель Веччіо. Останній час Brooks Brothers почав виготовляти також і жіночий одяг.

## Історія
1818 року у віці 45 років Генрі Сендс Брукс (1772–1833) заснував H.&D.H. Brooks&Co. 1833 року по смерті батька чотири його сини перейменували підприємство на Brooks Brothers.
У середині 19 сторіччя Brooks Brothers одягали американського президента Авраама Лінкольна.
Brooks Brothers одягали американське військо в 19 сторіччі.
1850 року Золоте руно було прийняте за символ марки.
1946 року Винтроп Холлі Брукс продав підприємство Julius Garfinckel & Co.
1967 року сформовано роздрібний конгломерат Garfinckel, Brooks Brothers, Miller & Rhoads, Inc.
1981 року Brooks Brothers проданий універмагами Allied Stores.
1988 року Brooks Brothers придбана англійською Marks & Spencer.
2001 року Brooks Brothers проданий Retail Brand Alliance (RBA), який тепер відомий як The Brooks Brothers Group. Власником The Brooks Brothers Group є італійський мільярдер Клаудіо дель Веччіо, син Леонардо дель Веччіо, засновника італійського виробника окулярів Luxottica.
2007 року The Brooks Brothers Group продав марку жіночого одягу Adrienne Vittadini.

## Одяг
Brooks Brothers одягали 40 із 45 американських президентів (Герберт Гувер, Теодор Рузвельт, Франклін Рузвельт, Джон Кеннеді, Ричард Ніксон, Джеральд Форд, Джордж Буш, Білл Клінтон та Барак Обама). Франклін Рузвельт під час Ялтинської конференції 1945 року мав на собі плащ-накидку з коміром та федору (чоловічий фетровий капелюх).
У 1865-2003 роках Brooks Brothers не шив чорні костюми, чи то після вбивства Авраама Лінкольна в чорному костюмі, чи то за американською традицією, що чорні костюми вдень личать прислузі та покійникам.
Brooks Brothers шиє одяг через аутсорсинг, окрім лінії костюмів "1818" у Хаверхиллі Массачусетс, краваткової фабрики на Лонг-Айленді та сорочкової фабрики в Гарленді Північної Кароліни.
2007 року почата колекція високої торгової марки Black Fleece.
Horween Leather Company постачає шкіру для взуття Brooks Brothers.
Засновник Ralph Lauren Ральф Лорен працював продавцем у магазині Brooks Brothers на П’ятому авеню.
Brooks Brothers запровадили у США:
- 1849 — одяг прет-а-порте (стандартних розмірів з фабрики),
- 1895 — пакетні костюми Ліги плюща зі спортивного піджака, поло й чіно-штанів з твилу,
- 1896 — костюмні сорочки на ґудзиках,
- 1890-ті — англійські хустяні краватки, рожева костюмна сорочка до костюма деревесновугільного сірого кольору,
- 1900 — харрис-твид (рукоткана шерсть з Гебридських островів),
- 1902 — бавовняна тканина "мадрас" для літнього одягу з клітчатим візерунком,
- 1904 — шетландський светер,
- 1910 — поло-пальто,
- 1930-ті — легкі літні костюми з бавовняних кордюрою й сірсакеру,
- 1953 — сорочки "прати-одягати" названі Brooksweave,
- 1957 — аргайлові шкарпетки,
- 1998 — безпрасні 100%-бавовняні костюмні сорочки.